# Struthanthus rotundatus
Struthanthus rotundatus är en tvåhjärtbladig växtart som beskrevs av Carlos Toledo Rizzini. Struthanthus rotundatus ingår i släktet Struthanthus och familjen Loranthaceae. Inga underarter finns listade i Catalogue of Life.